# 더 랠리스트
《더 랠리스트》는 2015년 10월 18일부터 2015년 12월 20일까지 SBS에서 방송된 WRC 드라이버 선발 오디션이다. 총 4986명이 지원했으며, 우승자는 유럽 현지 랠리 드라이버 연수를 2년간 전액 지원받게 된다(약 20 억원). 2위와 3위에게는 국내 최초 자동차 테마파크인 인제스피디움의 서킷 프로그램 운영을 담당하는 직원으로 채용될 수 있는 기회가 주어진다.

## 본선 진출자
| 순위        | 이름   |
| ----------- | ------ |
| 1위         | 임채원 |
| Top4        | 오한솔 |
| Top4        | 박규승 |
| Top4        | 강병휘 |
| Top6        | 장지훈 |
| Top6        | 최진렬 |
| Top9        | 이진욱 |
| Top9        | 노동기 |
| Top9        | 고세준 |
| Top10       | 김범훈 |
| Top15(11위) | 정재순 |
| Top15(12위) | 이보형 |
| Top15(13위) | 최윤례 |
| Top15(14위) | 홍윤기 |
| Top15(15위) | 김정현 |
| Top17       | 박준수 |
| Top17       | 고명진 |
| Top20       | 김병찬 |
| Top20       | 문혜민 |
| Top20       | 이원일 |
| Top21       | 박보람 |